# Lipis
Lipis is een district in de Maleisische deelstaat Pahang.
Het district telt 90.000 inwoners op een oppervlakte van 5200 km².